# Altica quercetorum
Altica quercetorum är en skalbaggsart som beskrevs av Foudras 1860. Altica quercetorum ingår i släktet Altica, och familjen bladbaggar. Arten är reproducerande i Sverige.